# Distretto di Hoàn Kiếm
Il distretto di Hoàn Kiếm (Hán tự: 郡還劍; Sino-Vietnamita per Spada restituita) è un distretto urbano (quận) di Hanoi, la capitale del Vietnam, che prende il nome dall'omonimo lago. Situato nel centro della città, comprende parte del centro storico cittadino e numerosi monumenti e luoghi di interesse.
Il distretto è il centro commerciale di Hanoi, vi si trovano le sedi delle principali banche e società del paese, mentre gli uffici governativi si trovano nel vicino distretto di Ba Đình. Unica eccezione è il Comitato Cittadino di Hanoi, situato su via Đinh Tiên Hoàng, adiacente al lago Hoàn Kiếm.
Il distretto comprende 18 quartieri ed ha caratteristiche diverse tra la zona nord e la zona a sud. La parte nord è composta dall'antica città vecchia, formata da case basse e strade strette, tipicamente vietnamite, mentre la zona a sud è distintamente francese ed è contraddistinta da larghi viali e architetture coloniali. Questa zona è anche conosciuta come "quartiere francese". In questa zona si trovano il Teatro dell'Opera, il Sofitel Legend Metropole Hanoi, il Museo Nazionale di Storia vietnamita e il Palazzo del Tonchino, inizialmente usato come residenza dai governatori del Tonchino e ora noto come Palazzo degli ospiti di stato. La stazione di Hanoi si trova sul confine ovest del distretto.

## Suddivisioni amministrative
Il distretto è suddiviso in 18 quartieri (phường):
- Città vecchia
  - Cửa Đông
  - Đồng Xuân
  - Hàng Bạc
  - Hàng Bồ
  - Hàng Bông (in parte anche nel "quartiere francese")
  - Hàng Buồm
  - Hàng Đào
  - Hàng Gai
  - Hàng Mã
- Quartiere francese
  - Cửa Nam
  - Hàng Bài
  - Hàng Trống
  - Lý Thái Tổ
  - Phan Chu Trinh
  - Trần Hưng Đạo
  - Tràng Tiền
- Oltre l'argine del fiume rosso
  - Chương Dương
  - Phúc Tân